# Gallatin (Tennessee)
Gallatin – miasto w Stanach Zjednoczonych, w stanie Tennessee, w hrabstwie Sumner. W latach 2010–2019 populacja miasta wzrosła o 41,4% do 42,9 tys. mieszkańców i tym samym Gallatin jest wśród najszybciej rozwijających się miast w stanie. 